# Mieczysław Łebkowski

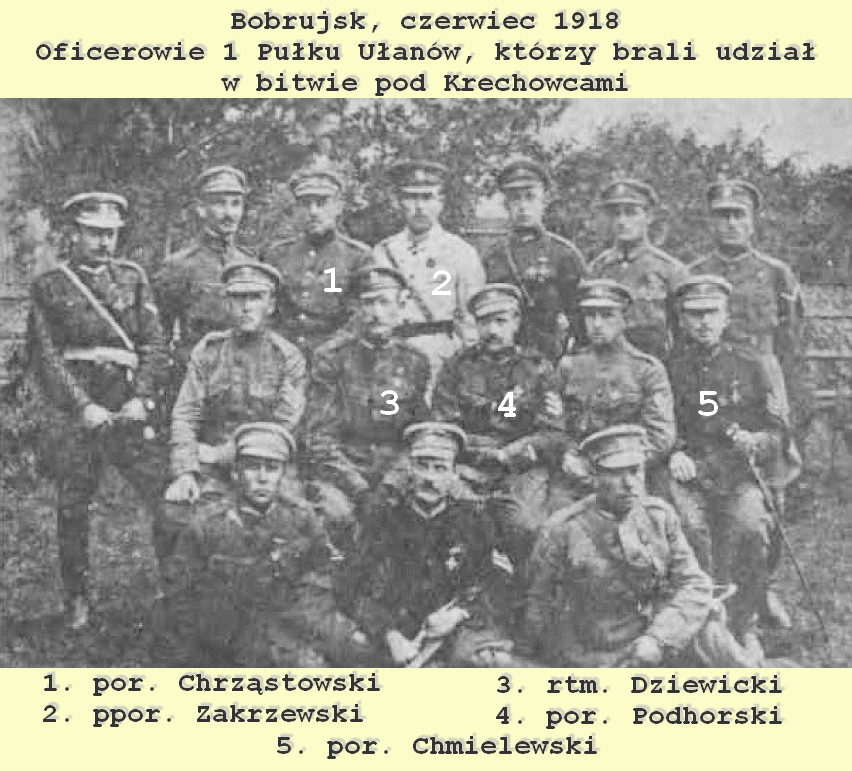
Oficerowie 1 pułku ułanów w czerwcu 1918 w Bobrujsku (Mieczysław Łebkowski leży w środku)

Mieczysław Władysław Łebkowski (ur. 11 grudnia 1884 w Ciechanowie, zm. 12 października 1935 w Warszawie) – major kawalerii Wojska Polskiego, działacz niepodległościowy, kawaler Orderu Virtuti Militari.

## Życiorys
Urodził się 11 grudnia 1884 w Ciechanowie, ówczesnym mieście powiatowym guberni płockiej, w rodzinie Maksymiliana i Józefy ze Szmideckich. Był starszym bratem Maksymiliana (1891–1918), rotmistrza Wojska Polskiego, odznaczonego Orderem Virtuti Militari. Początkowo uczęszczał do V Rządowego Gimnazjum Filologicznego w Warszawie przy ul. Koszykowej 45, a od klasy VII do Gimnazjum Gubernialnego w Płocku. W Warszawie należał do tajnych kółek samokształcenia. Działalność tę kontynuował w Płocku. W lutym 1905 stanął na czele strajku szkolnego w Gimnazjum Gubernialnym, za co został relegowany z gimnazjum bez prawa zdawania matury w Imperium Rosyjskim. W 1907 jako ekstern zdał maturę w c. k. V Gimnazjum we Lwowie. Następnie rozpoczął studia w Akademii Rolniczej w Dublanach. Od 1 kwietnia 1909 do 1 lipca 1910 jako student należał do Polskiej Drużyny Strzeleckiej w Dublanach. Po ukończeniu akademii został administratorem majątku Mała Wieś, należącego do ks. Lubomirskiego.
15 stycznia 1915 jako ochotnik wstąpił do Legionu Puławskiego i został przydzielony do szwadronu ułanów, który później rozwinął się w 1 pułku ułanów. W szeregach tego oddziału walczył między innymi w bitwie pod Krechowcami (24 lipca 1917) jako młodszy oficer 4. szwadronu. W grudniu 1917 przebywając w szpitalu w Mińsku rozpoczął działalność wywiadowczą na rzecz I Korpusu Polskiego w Rosji, a skierowaną przeciwko bolszewikom. Był jednym z siedmiu polskich oficerów, którzy pod dowództwem podkapitana Ignacego Matuszewskiego kierowali akcją opanowania znajdującego się w  rękach bolszewików Mińska (19 lutego 1918). Po kapitulacji I Korpusu Polskiego (czerwiec 1918) działał w Polskiej Organizacji Wojskowej.
1 listopada 1918 został przyjęty do Wojska Polskiego. Służył w odtworzonym 1 pułku ułanów krechowieckich, w którym to zorganizujował pluton łączności. 18 stycznia 1919 w Gródku Jagiellońskim razem z plutonem łączności dołączył do pułku, który prowadził walki z Ukraińcami. Od 10 marca do 19 kwietnia 1919 był słuchaczem I kursu adiutantów sztabowych przy Sztabie Generalnym. 29 kwietnia, po ukończeniu kursu i urlopie, został przydzielony do Oddziału IV Naczelnego Dowództwa WP. Następnie był szefem sztabu 5 i 8 Brygady Jazdy. Później pełnił służbę w Departamencie I Ministerstwa Spraw Wojskowych w Warszawie. 27 sierpnia 1920 został zatwierdzony z dniem 1 kwietnia 1920 w stopniu rotmistrza, w kawalerii, w grupie oficerów byłych Korpusów Wschodnich i byłej armii rosyjskiej. W sierpniu 1920, w krytycznej fazie wojny z bolszewikami, został przydzielony do Dowództwa Grupy Operacyjnej gen. Karnickiego na stanowisko zastępcy szefa sztabu. Wyróżnił się 7 sierpnia 1920 w walkach pod Ostrołęką. 21 listopada 1920 generał porucznik Aleksander Karnicki we wniosku na nadanie Orderu Virtuti Militari napisał:

Dnia 7 sierpnia 1920 Grupa Operacyjna gen. Karnickiego cofała się w kierunku Różana. O godz. 7-mej 108 pułku ułanów osłaniał odwrót na linii wsi Grabowo z rozkazem odstępowania w miarę posuwania się całej grupy – artyleria, podzielona na plutony, ostrzeliwała się w miarę pochodu. Rotmistrz Łebkowski w chwili, gdy piechota nieprzyjacielska zaatakowała z frontu, od Ostrołęki, a jazda bolszewicka od lewego skrzydła, będąc zastępcą szefa sztabu Grupy, znajdował się z 10 ułanami na szosie przy stacji kolejowej Grabowo. 108 pułk ułanów pod silnym ogniem karabinów maszynowych i artylerii zmieszał się i oddzielnymi naprzód jeźdźcami, a potem grupami zaczął w nieładzie uciekać, grożąc odkryciem armat naszych, które raziły nieprzyjaciela i osłaniających odwrót całej Grupy. Rotmistrz Łebkowski widząc popłoch swoją zimną krwią i przykładem zatrzymał z początku część, a następnie i resztę uciekających ułanów, doprowadził pułk do porządku, sformował szyk bojowy, podprowadził do odstępującego na samym końcu dowódcy pułku, który działania prowadził już dalej w porządku. Rotmistrz Łebkowski podczas tej akcji stracił dwóch ułanów z plutonu sztabowego oraz konia. Dzięki więc zimnej krwi i odwadze rtm. Łebkowskiego odstępowanie całej Grupy odbyło się pomyślnie.

Po zakończeniu działań wojennych pozostał w wojsku jako oficer zawodowy i kontynuował służbę w 1 pułku ułanów. 3 maja 1922 został zweryfikowany w stopniu majora ze starszeństwem od 1 czerwca 1919 i 99. lokatą w korpusie oficerów jazdy (od 1924 – kawalerii). 3 listopada 1922 został powołany na II Kurs doszkolenia w Wyższej Szkole Wojennej w Warszawie. Kursu nie ukończył i został przeniesiony w stan nieczynny. Z dniem 31 marca 1924 został „zwolniony z szeregów armii wskutek stwierdzonej przez Komisję Superrewizyjną utraty zdolności fizycznej” (uznany za niezdolnego do pełnienia służby wojskowej w charakterze oficera rezerwowego).
Po zwolnieniu z wojska otrzymał posadę administratora majątku Kurów, a następnie administratora majątku Federacji Państwowej „Wici Kościankowskie” w Rogóźnie-Zamku. W maju 1933 nadal mieszkał w Rogóźnie-Zamku, ale nie miał stałego zajęcia. Działał społecznie w Bezpartyjnym Bloku Współpracy z Rządem w Grudziądzu i Pomorskim Towarzystwie Rolniczym, a także pełnił funkcję prezesa Kółka Rolniczego w Rogóźnie-Zamku. Na początku 1934 przeprowadził się do Lublina i zamieszkał przy ul. Granicznej 10. 1 stycznia 1935 został zatrudniony w Stowarzyszeniu Opieki nad Niezatrudnioną Młodzieżą na stanowisku inspektora terenowego. 15 czerwca tego roku został przeniesiony do centrali stowarzyszenia na stanowisko inspektora głównego. Zmarł 12 października 1935 w Warszawie, po czterodniowej chorobie, a dwa dni później został pochowany w grobie rodzinnym na cmentarzu parafialnym w Piątku.
Był żonaty z Jadwigą Teresą Krassowską, z którą miał syna Jerzego Maksymiliana (ur. 5 listopada 1920).

## Ordery i odznaczenia
- Krzyż Srebrny Orderu Wojskowego Virtuti Militari nr 2350[29][30] – 1921[31]
- Krzyż Niepodległości – 19 grudnia 1933 „za pracę w dziele odzyskania niepodległości”[32][33][34]
- Krzyż Walecznych nr 25745 czterokrotnie[23][35]
- Medal Zwycięstwa[23]
- Krzyż Świętego Jerzego 4 stopnia z palmą[36]